# Đăk Nông (xã)
Đăk Nông là một xã thuộc huyện Ngọc Hồi, tỉnh Kon Tum, Việt Nam.

## Địa lý
Xã Đăk Nông có diện tích 85 km², dân số năm 2019 là 3.861 người, mật độ dân số đạt 45 người/km².

## Lịch sử
Ngày 22 tháng 11 năm 1996, Chính phủ ban hành Nghị định số 73-CP về việc thành lập xã Đắk Nông trên cơ sở 8.500 ha diện tích tự nhiên và 2.019 nhân khẩu của xã Đăk Dục.